# Dildo (Nowa Fundlandia i Labrador)
Dildo – kanadyjska miejscowość w prowincji Nowa Fundlandia i Labrador w Nowej Fundlandii. Miejscowość założona została w XVII w. przez rodziny Reidsów, Prettysów i Smithów trudniące się połowami ryb, fok i wielorybów. Od tamtej pory miasto głównie związane jest z przemysłem przetwórstwa rybnego.